# 2000 Monkeys
2000 Monkeys was een Belgische alternatieve-rockband rond Tom Pintens (Flowers for Breakfast en Zita Swoon) die de band oprichtte toen Zita Swoon tijdelijk op non-actief stond. De band zou uiteindelijk slechts één album uitbrengen. De groepsnaam is een verwijzing naar de stad Antwerpen (postcode: 2000, officiële afkorting A'pen).
De band bracht in 2004 zijn gelijknamige debuutalbum uit.
De band speelde onder meer in de Ancienne Belgique en op festivals als Suikerrock, Folk Dranouter, Linkerwoofer en het Boomtown Festival.

## Discografie
- 2004 - 2000 Monkeys (Idol Media)